# The Shock of the Lightning
Singles de Oasis
Lord Don't Slow Me Down
(2007) I'm Outta Time
(2008)
Pistes de Dig Out Your Soul
Waiting for the Rapture I'm Outta Time
The Shock of the Lightning est une chanson du groupe de rock anglais Oasis extraite du septième album du groupe, Dig Out Your Soul, et est également le premier single extrait de ce dernier. Le single est sorti le 29 septembre 2008. Il a été diffusé pour la première fois le 15 août 2008 sur plusieurs stations de radio britanniques et irlandaises, dont le Ian Dempsey Breakfast Show sur Today FM en Irlande, BBC 6 Music par Shaun Keaveny au Royaume-Uni...
Noel a dit de la chanson : « Si les premiers sons de The Shock of the Lightning sont immédiatement appréciables et convaincants pour vous, c'est parce qu'elle a été écrite vraiment rapidement. Et enregistrée vraiment rapidement. The Shock of the Lightning est pleine d'énergie tendue et conservée, car la version de cette chanson qui sort aujourd'hui est la première qu'on ait faite. Et il y a encore beaucoup à dire à ce sujet, je pense. La première fois que vous avez enregistré quelque chose est toujours la meilleure. »

La chanson a été décrite par le NME comme une version massivement améliorée de It's Gettin' Better (Man !!) et dotée de, comme les paroles l'indiquent, "l'amour est une litanie" / "un mystère magique", en tant que chœur de la chanson.
Le single est le premier titre de Oasis disposant d'un remix. En effet une des faces-B est une version remixée du titre Falling Down par The Chemical Brothers, qui avaient déjà travaillé avec Noel dans le passé. Toutefois, un communiqué de presse pour la promo du single avait annoncé une nouvelle version de la reprise de Cum On Feel the Noize de Slade et d'un remix de Champagne Supernova par Lynchmob Beats. Cependant, ces faces-B n'ont pas reçues les autorisations attendues à temps, et n'ont pas été publiées avec le reste du single.
Le 30 juillet 2008, dans NME, La chanson a été nommée chanson de la semaine et a reçu une note de 9/10.
The Shock of the Lightning est entré dans les chartes anglaises à la 3e position. Il a culminé derrière le single So What de Pink (1re place) et Sex on Fire de Kings of Leon (2e place). La chanson est également parvenue à 12e place sur le Billboard Modern Rock aux États-Unis, faisant de ce single le plus grand succès de Oasis dans ce pays depuis Don't Go Away qui avait atteint dix ans auparavant la 5e place.
On peut entendre un extrait de la chanson Champagne Supernova à la fin même de la piste si elle est écoutée en sens inverse.

## Clip Vidéo
Le clip a été réalisé par Julian House et Julian Gibbs, et a fait ses débuts sur le site officiel du groupe le 25 août à 17h30 (heure britannique) puis a été diffusé ensuite sur Channel 4 à 23h40. La vidéo montre Liam chantant et l'apparition occasionnelle du reste de la bande, entrecoupés de collages animés liés aux illustrations de l'album.

## Apparitions
The Shock of the Lightning est utilisé dans son intégralité pour jouer le générique de fin de la version japonaise du film Spiderman en 2008, ainsi que le film Zorro: Legend of the Mask (K-20怪人二十面相伝 en japonais). Le refrain de la chanson a été utilisé par Jaguar pour plusieurs de leurs publicités pour leurs voitures.

## Liste des titres
Toutes les chansons sont écrites par Noel Gallagher.
- CD / Vinyle 7 "

1. The Shock of the Lightning, 5:02
2. Falling Down (Chemical Brothers remix), 4:32

- Single exclusif numérique iTunes/Oasisnet

1. The Shock of the Lightning, 5:02
2. Falling Down (Chemical Brothers remix), 4:32
3. The Shock of the Lightning (music video)

- Single format CD édition japonaise

1. The Shock of the Lightning, 5:03
2. The Shock of the Lightning (Le Jagz Kooner remix), 6:38
3. Lord Don't Slow Me Down, 3:18

## Charts
| Pays        | Chart                    | Plus Haute Position |
| ----------- | ------------------------ | ------------------- |
| Royaume-Uni | UK Singles Chart         | 3e                  |
| Suède       | Hitlistan Singles Chart  | 5e                  |
| Irlande     | Irish Singles Chart      | 12e                 |
| États-Unis  | Billboard 200            | 12e                 |
| Italie      | FIMI Singles Chart       | 18e                 |
| Espagne     | Promusicae Singles Chart | 22e                 |
| France      | Top 50 Singles           | 38e                 |
| Suisse      | Swisscharts Singles      | 42e                 |
| Australie   | ARIA Charts              | 42e                 |
| Pays-Bas    | Dutch Top 40             | 47e                 |
| Canada      | Canadian Hot 100         | 51e                 |